# Trichestra mixta
Trichestra mixta är en fjärilsart som beskrevs av William Schaus 1911. Trichestra mixta ingår i släktet Trichestra och familjen nattflyn. Inga underarter finns listade i Catalogue of Life.